# Second Beach
La Second Beach est une plage canadienne située dans le parc Stanley à Vancouver, en Colombie-Britannique. Baignée par la baie Burrard, elle est équipée d'une piscine publique depuis 1932.